# Leacanabuaile
Koordinaten: 51° 57′ 29″ N, 10° 15′ 42″ W
Das Leacanabuaile Fort (irisch Leaca na Buaile, anglisiert Lackanabooly) ist ein restauriertes mittelalterliches Ringfort eines Typs, der nur durch wenige Anlagen in Irland überkommen ist. Nur die nahe Anlage Cahergall, bei Ballycarbery East, die nur wenig entfernten Cathair an Lóthair und Staigue Fort (alle im County Kerry), Caherconnell und Caherdooneerish im County Clare oder Dun Aengus und Dún Chonchúir auf der Aran-Insel Inis Meáin und der Grianán von Aileach im County Donegal entsprechen der Bauweise von Leacanabuaile. Leaca na Buaile befindet sich westlich von Cahersiveen bei Kimego West auf der Iveragh-Halbinsel im County Kerry in Irland.

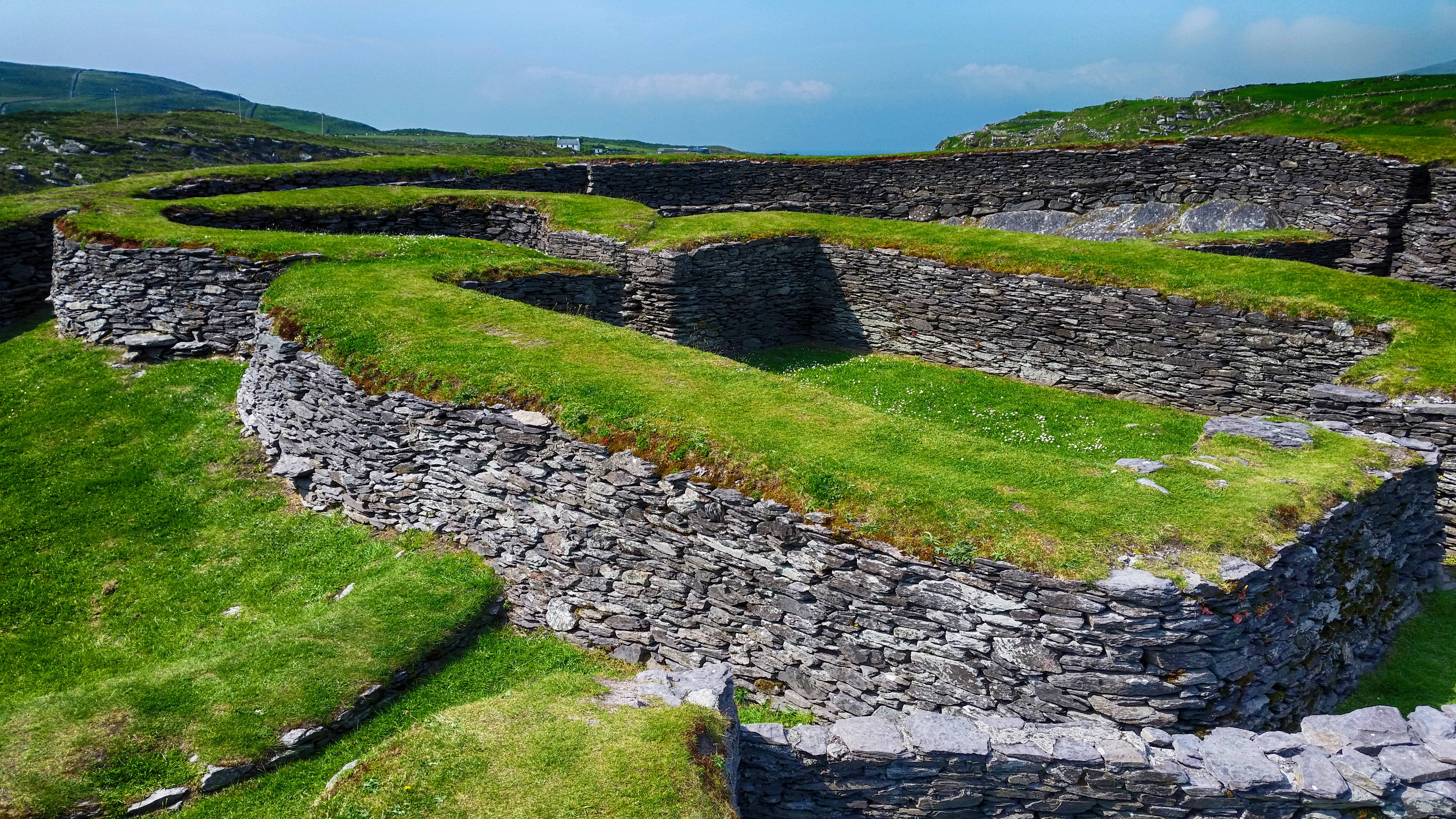
Blick in die Ruinen der frühmittelalterlichen Burg

Während Cahergall unterhalb, im Tal liegt, liegt dieses runde Steinfort ein paar hundert Meter entfernt auf einer Hügelkuppe. Die etwa 1,5 m hohe restaurierte Mauer umgibt ein Areal von etwa 20,0 m Durchmesser. Sie ist ungefähr 2,5 m dick, mit dem Eingang im Osten. Im Inneren gibt es die Reste dreier randständiger Strukturen, eine davon ist eine runde Bienenkorbhütte. Ein quadratischer Hausgrundriss im Zentrum wurde sachfremd hinzugefügt. Im Inneren befinden sich ein Bullaun und der Teil einer Handdrehmühle. Innerhalb der im Westen gelegenen Rundhütte liegt, wie beim Cathair an Lóthair, der Zugang zu einem Souterrain, dessen sieben Meter langer Gang zu einer fünf Meter langen Kammer innerhalb der Mauer führt. Eine zweite etwa drei Meter lange Kammer liegt in der nordöstlichen Wand. Ein abgedecktes Abflussrohr führt aus dem Bereich des Quadrathauses zum Tor.
Die 1939/40 erfolgte Ausgrabung erbrachte Eisenmesser und -nadeln, Knochen-Kämme, Schleifsteine und Handmühlen oder Mahlsteine. Sie halfen die Nutzung der Anlage auf das 9. oder 10. Jahrhundert n. Chr. zu datieren.
300 m nördlich von Leacanabuaile liegt Cahernagat (Cathair na gCat) ein kleines rundes Cashel an den unteren Hängen von Croaghmarhin. Es hat 17,3 m Durchmesser mit einer maximalen Wandstärke von 1,7 m und einer Höhe von 1,9 m. Im Inneren liegen die Reste von zwei Rundhütten, ein Souterrain und ein Oghamstein.